# Tony Le Bacq
Tony Le Bacq est un acteur, producteur, scénariste et réalisateur français né le 4 juillet 1989 à Caen.

## Filmographie

### Acteur

#### Cinéma
- 2018 : Bonhomme de Marion Vernoux : La petite frappe au scooter
- 2020 : La Forêt de mon père de Véro Cratzborn : Vigile du supermarché
- 2022 : Notre-Dame brûle de Jean-Jacques Annaud : Policier Barrage

#### Courts métrages
- 2016 : Bonk ! de Kévin Manson : Joe
- 2017 : Naufragés de David Arslanian : Le vagabond
- 2019 : Je nourris je meurs de Karim Morel : Danny
- 2022 : Délivre-nous du mâle de Tony Le Bacq : David

#### Télévision
- 2018 : Le Mort de la plage de Claude-Michel Rome : L'adjudant Local
- 2019 : Jeux d'influence de Jean-Xavier De Lestrade : Kévin (Saison 1 - Épisode 6)
- 2021 : La Bonne Conduite d'Arnaud Bedouët : L'inspecteur de la BAC

#### Web-série
- 2020 : Groom de Théodore Bonnet : Livreur menaçant (Saison 2 - Épisode 1)

### Réalisateur

#### Courts-métrages
- 2022 : Délivre-nous du mâle (Prod : Plissken & Marie-Liesse Rochard)
- 2025 : Furies (Prod : Pinker & Sarah Amouroux)

## Théâtre
- 2018/2019 : Voyage en Francophonie / Destination Outre-Mer, écrits et M.e.s par Michael Ounsa : Patrick
- 2019 : L'Otage de Paul Claudel, m.e.s d'Émile Azzi : Curé Badillon
- 2020 : Jamais le premier soir de Marie Arditi, m.e.s de Sébastien Cypers : Roméo
- 2020 : La guerre des sexes aura t-elle lieu ? de Julien Sigalas, m.e.s d'Irina Gueorguiev : Adrien
- 2024 : Sexfriends écrit et m.e.s par Caroline Steinberg : Dan